# ラムシュタイン (小惑星)
ラムシュタイン (110393 Rammstein) は小惑星帯に位置する小惑星。フランスの天文学者ジャン＝クロード・メルランにより発見された。
名前は1993年に結成されたドイツのインダストリアルメタルバンド、ラムシュタインから命名された。